# Zadelsdorf
Zadelsdorf war eine Gemeinde im Landkreis Greiz in Thüringen. Am 1. Dezember 2011 wurde sie nach Zeulenroda-Triebes eingemeindet.

## Geographie
Zadelsdorf liegt an der Talsperre Zeulenroda im Thüringer Schiefergebirge. Der Ort grenzt an die Stadt Auma-Weidatal.

## Geschichte
Zadelsdorf wurde 1324 erstmals als Zcedelanstorf urkundlich erwähnt. Der Name geht vermutlich auf den slawischen Personennamen Sedlan zurück. Zwischen 1813 und 1816 wurde die heutige Kirche erbaut. Am 18. August 1988 vernichtete ein durch Brandstiftung ausgelöstes Großfeuer mehrere historische Gehöfte im Ortskern.
Bis zum 3. Januar 1996 war Zadelsdorf ein Mitglied der Verwaltungsgemeinschaft Auma, danach gehörte die Gemeinde zur Verwaltungsgemeinschaft Auma-Weidatal. Am 1. Dezember 2011 wurde Zadelsdorf nach Zeulenroda-Triebes eingemeindet.

### Einwohnerentwicklung
Entwicklung der Einwohnerzahl (Stand jeweils 31. Dezember):
| - 1994: 164 - 1995: 165 - 1996: 167 - 1997: 178 - 1998: 174 - 1999: 170 | - 2000: 168 - 2001: 162 - 2002: 157 - 2003: 155 - 2004: 159 - 2005: 157 | - 2006: 156 - 2007: 157 - 2008: 152 - 2009: 140 - 2010: 140 - 2013: 147 |

 Datenquelle: Thüringer Landesamt für Statistik

## Söhne und Töchter des Ortes
- Gustav Queck (1822–1897), Klassischer Philologe und Gymnasialdirektor
- Gottlieb Prager (1839–1920), deutscher Gutsbesitzer und Politiker